# Judenburg
Judenburg är en stadskommun och distriktshuvudort i distriktet Murtal i förbundslandet Steiermark i Österrike. Staden ligger i en alpdal i nordöstra Steiermark vid floden Mur.

## Historia
Judenburg omnämns för första gången år 1074. 1224 fick Judenburg stadsrättigheter och växte under 1300- och 1400-talet till en betydelsefull handelsplats som drev handel med bland annat Venedig. Den välbevarade gamla stadskärnan är från den här tiden. På den här tiden slog sig också olika ordnar ner och byggde kloster (minoriter och klarissiner på 1200-talet och augustinereremiterna på 1300-talet).
På 1500-talet började man med järnhantering och hammarverk och smedjor grundades. 1906 grundades stålverket Steirische Gussstahlwerke.

## Kommunen
Kommunen har 9 691 invånare (2024) och består av tio orter (Ortschaften) (inom parentes invånarantal 1 januari 2024):

- Auerling (117)
- Feeberg (166)
- Gasselsdorf (29)
- Judenburg (8 091)
- Oberweg (506)
- Ossach (47)
- Reifling (61)
- Ritzersdorf (12)
- Strettweg (496)
- Waltersdorf (166)

Kommunen fick sin nuvarande form den 1 januari 2015 genom en sammanslagning av kommunerna Judenburg, Oberweg och Reifling.

### Namnet
Namnet betyder bokstavligen "Judarnas slott". Det refererar till stadens ursprung som handelsplats på vägen genom Alperna, i vilket judarna hade stor betydelse. Judarna är representerade i stadsvapnet.

## Näringsliv
Judenburg är serviceort för den omliggande regionen. I industrisektorn dominerar stål- och maskinindustri.

## Kommunikationer
Vid Judenburg slutar motortrafikleden S36 som kommer österifrån från St. Michael, där den ansluter till motorvägen A9 och fortsätter västerut som riksväg B96 som ansluter vid Glashütten till motorvägen A10. Ytterligare tre riksvägar som sammanstrålar i Judenburg går över bergspass norrut (B114) resp. söderut (B77 och B78).
Judenburg ligger också vid Sydbanan och har därmed järnvägsförbindelse med Klagenfurt, Graz och Wien.

## Kända personer
- Gernot Jurtin, fotbollsspelare Sturm Graz, Österrikes fotbollslandslag
- Renate Götschl, alpinskidåkare
- Alf Poier, kabaréartist
- Walter Pfrimer, känd på grund av den misslyckade statskuppen Pfrimerkupp 1931
- Christoph Sumann, skidskytt
- Jack Unterweger, seriemördare